# Ophiostomataceae
Famille
Les Ophiostomataceae sont une famille de champignons de l'ordre des Ophiostomatales.

## Liste des genres
- Afroraffaelea
- Aureovirgo
- Ceratocystiopsis
- Chrysosphaeria
- Cornuvesica
- Dryadomyces
- Esteya
- Fragosphaeria
- Graphilbum
- Grosmannia
- Harringtonia
- Hawksworthiomyces
- Heinzbutinia
- Hyalorhinocladiella
- Intubia
- Jamesreidia
- Leptographium
- Masuyamyces
- Ophiostoma
- Pesotum
- Raffaelea
- Sporothrix
- Subbaromyces